# Elezioni comunali in Calabria del 2024
Le elezioni comunali in Calabria del 2024 si sono tenute l'8 e il 9 giugno (con ballottaggio il 23 e il 24 giugno).

## Riepilogo sindaci eletti
| Provincia       | Comune             | Popolazione legale (censimento 2021) | Sindaco uscente | Sindaco uscente          | Sindaco eletto | Sindaco eletto                | Primo turno | Primo turno | Secondo turno | Secondo turno | Seggi   |
| Provincia       | Comune             | Popolazione legale (censimento 2021) | Sindaco uscente | Sindaco uscente          | Sindaco eletto | Sindaco eletto                | Voti        | %           | Voti          | %             | Seggi   |
| --------------- | ------------------ | ------------------------------------ | --------------- | ------------------------ | -------------- | ----------------------------- | ----------- | ----------- | ------------- | ------------- | ------- |
| Cosenza         | Corigliano-Rossano | 74.173                               |                 | Flavio Stasi (Ind.)      |                | Flavio Stasi (Ind.)           | 26.793      | 64,78       | —             | —             | 15 / 24 |
| Cosenza         | Montalto Uffugo    | 20.159                               |                 | Pietro Caracciolo (Ind.) |                | Biagio Antonio Faragalli (FI) | 6.085       | 49,06       | 6.001         | 58,20         | 10 / 16 |
| Reggio Calabria | Gioia Tauro        | 19.254                               |                 | Aldo Alessio (Ind.)      |                | Simona Scarcella (FI)         | 3.946       | 39,21       | 4.867         | 54,36         | 10 / 16 |
| Vibo Valentia   | Vibo Valentia      | 31.480                               |                 | Maria Limardo (Ind.)     |                | Enzo Romeo (Ind.)             | 5.863       | 31,92       | 6.788         | 53,60         | 20 / 32 |

## Provincia di Cosenza

### Corigliano-Rossano
|                               | Flavio Stasi ✔️ Sindaco | 26 793               | 64,78 | Uniti per Stasi Sindaco  | 4 821  | 12,10 | 3  |  |  |
| Città Libera                  | Flavio Stasi ✔️ Sindaco | 26 793               | 64,78 | 4 084                    | 10,25  | 3     |    |  |  |
| Corigliano Rossano Pulita     | Flavio Stasi ✔️ Sindaco | 26 793               | 64,78 | 3 602                    | 9,04   | 2     |    |  |  |
| Corigliano-Rossano Futura     | Flavio Stasi ✔️ Sindaco | 26 793               | 64,78 | 3 355                    | 8,42   | 2     |    |  |  |
| Azzurro Mare                  | Flavio Stasi ✔️ Sindaco | 26 793               | 64,78 | 2 888                    | 7,25   | 2     |    |  |  |
| Movimento 5 Stelle            | Flavio Stasi ✔️ Sindaco | 26 793               | 64,78 | 1 938                    | 4,86   | 1     |    |  |  |
| Alleanza Verdi e Sinistra     | Flavio Stasi ✔️ Sindaco | 26 793               | 64,78 | 1 840                    | 4,62   | 1     |    |  |  |
| Partito Democratico           | Flavio Stasi ✔️ Sindaco | 26 793               | 64,78 | 1 464                    | 3,67   | 1     |    |  |  |
|                               | Pasqualina Straface     | 14 569               | 35,22 | Movimento del Territorio | 3 652  | 9,16  | 2  |  |  |
| Forza Italia                  | Pasqualina Straface     | 14 569               | 35,22 | 2 494                    | 6,26   | 2     |    |  |  |
| Fratelli d'Italia             | Pasqualina Straface     | 14 569               | 35,22 | 2 350                    | 5,90   | 1     |    |  |  |
| Azione - Siamo Europei        | Pasqualina Straface     | 14 569               | 35,22 | 1 817                    | 4,56   | 1     |    |  |  |
| Uniti per Corigliano Rossano  | Pasqualina Straface     | 14 569               | 35,22 | 1 803                    | 4,52   | 1     |    |  |  |
| Città Futura - Noi moderati   | Pasqualina Straface     | 14 569               | 35,22 | 1 674                    | 4,20   | 1     |    |  |  |
| Civico e Popolare             | Pasqualina Straface     | 14 569               | 35,22 | 1 148                    | 2,88   | –     |    |  |  |
| Lega Salvini Premier          | Pasqualina Straface     | 14 569               | 35,22 | 927                      | 2,33   | –     |    |  |  |
| Seggio di coalizione          | Seggio di coalizione    | Seggio di coalizione | 35,22 | 1                        |        |       |    |  |  |
| Totale                        | Totale                  | 41 362               | 100   |                          | 39 857 | 100   | 24 |  |  |
|                               |                         |                      |       |                          |        |       |    |  |  |
| Fonte: Ministero dell'interno |                         |                      |       |                          |        |       |    |  |  |

### Montalto Uffugo
| Candidati                     | Candidati                           | II turno             | II turno       | I turno | I turno | Liste                    | Voti   | %     | Seggi |
| Candidati                     | Candidati                           | Voti                 | %              | Voti    | %       | Liste                    | Voti   | %     | Seggi |
| ----------------------------- | ----------------------------------- | -------------------- | -------------- | ------- | ------- | ------------------------ | ------ | ----- | ----- |
|                               | Biagio Antonio Faragalli ✔️ Sindaco | 6 001                | 58,20          | 6 085   | 49,06   | Biagio Faragalli Sindaco | 1 453  | 11,98 | 3     |
| Montalto Azzurra              | Biagio Antonio Faragalli ✔️ Sindaco | 6 001                | 58,20          | 6 085   | 49,06   | 1 084                    | 8,94   | 2     |       |
| Prospettiva Futura            | Biagio Antonio Faragalli ✔️ Sindaco | 6 001                | 58,20          | 6 085   | 49,06   | 931                      | 7,68   | 2     |       |
| Amo Montalto                  | Biagio Antonio Faragalli ✔️ Sindaco | 6 001                | 58,20          | 6 085   | 49,06   | 626                      | 5,16   | 1     |       |
| Radici e Futuro               | Biagio Antonio Faragalli ✔️ Sindaco | 6 001                | 58,20          | 6 085   | 49,06   | 468                      | 3,86   | 1     |       |
| La Migliore Montalto          | Biagio Antonio Faragalli ✔️ Sindaco | 6 001                | 58,20          | 6 085   | 49,06   | 466                      | 3,84   | 1     |       |
| Passione Civica               | Biagio Antonio Faragalli ✔️ Sindaco | 6 001                | 58,20          | 6 085   | 49,06   | 447                      | 3,69   | –     |       |
| Montalto Solidale             | Biagio Antonio Faragalli ✔️ Sindaco | 6 001                | 58,20          | 6 085   | 49,06   | 243                      | 2,00   | –     |       |
| Cambiamento                   | Biagio Antonio Faragalli ✔️ Sindaco | 6 001                | 58,20          | 6 085   | 49,06   | 109                      | 0,90   | –     |       |
|                               | Mauro D'Acri                        | 4 310                | 41,80          | 5 262   | 42,43   | Primavera Democratica    | 844    | 6,96  | 1     |
| Forza Popolare                | Mauro D'Acri                        | 4 310                | 41,80          | 5 262   | 42,43   | 791                      | 6,52   | 1     |       |
| Libera-Mente                  | Mauro D'Acri                        | 4 310                | 41,80          | 5 262   | 42,43   | 776                      | 6,40   | 1     |       |
| Moderati per Montalto         | Mauro D'Acri                        | 4 310                | 41,80          | 5 262   | 42,43   | 689                      | 5,68   | 1     |       |
| Progresso e Innovazione       | Mauro D'Acri                        | 4 310                | 41,80          | 5 262   | 42,43   | 634                      | 5,23   | 1     |       |
| Agorà                         | Mauro D'Acri                        | 4 310                | 41,80          | 5 262   | 42,43   | 556                      | 4,59   | –     |       |
| Montalto Protagonista         | Mauro D'Acri                        | 4 310                | 41,80          | 5 262   | 42,43   | 544                      | 4,49   | –     |       |
| Montalto in Comune            | Mauro D'Acri                        | 4 310                | 41,80          | 5 262   | 42,43   | 411                      | 3,39   | –     |       |
| Kore                          | Mauro D'Acri                        | 4 310                | 41,80          | 5 262   | 42,43   | 318                      | 2,62   | –     |       |
| Seggio di coalizione          | Seggio di coalizione                | Seggio di coalizione | 41,80          | 5 262   | 42,43   | 1                        |        |       |       |
|                               | Emilio Viafora                      | Emilio Viafora       | Emilio Viafora | 1 056   | 8,51    | Emilio Viafora Sindaco   | 736    | 6,07  | –     |
| Totale                        | Totale                              | 10 311               | 100            | 12 403  | 100     |                          | 12 126 | 100   | 16    |
|                               |                                     |                      |                |         |         |                          |        |       |       |
| Fonte: Ministero dell'interno |                                     |                      |                |         |         |                          |        |       |       |

## Città metropolitana di Reggio Calabria

### Gioia Tauro
| Candidati                     | Candidati                   | II turno             | II turno          | I turno | I turno | Liste                    | Voti  | %     | Seggi |
| Candidati                     | Candidati                   | Voti                 | %                 | Voti    | %       | Liste                    | Voti  | %     | Seggi |
| ----------------------------- | --------------------------- | -------------------- | ----------------- | ------- | ------- | ------------------------ | ----- | ----- | ----- |
|                               | Simona Scarcella ✔️ Sindaco | 4 867                | 54,36             | 3 946   | 39,21   | Forza Italia             | 1 607 | 16,79 | 5     |
| Unione di Centro              | Simona Scarcella ✔️ Sindaco | 4 867                | 54,36             | 3 946   | 39,21   | 713                      | 7,45  | 2     |       |
| La Gioia del Domani           | Simona Scarcella ✔️ Sindaco | 4 867                | 54,36             | 3 946   | 39,21   | 660                      | 6,90  | 2     |       |
| Agire                         | Simona Scarcella ✔️ Sindaco | 4 867                | 54,36             | 3 946   | 39,21   | 635                      | 6,63  | 1     |       |
| Città del Porto               | Simona Scarcella ✔️ Sindaco | 4 867                | 54,36             | 3 946   | 39,21   | 77                       | 0,80  | –     |       |
|                               | Mariarosaria Russo          | 4 086                | 45,64             | 3 565   | 35,43   | La Ginestra              | 1 611 | 16,83 | 2     |
| Partecipazione e Democrazia   | Mariarosaria Russo          | 4 086                | 45,64             | 3 565   | 35,43   | 820                      | 8,57  | 1     |       |
| Insieme per Gioia             | Mariarosaria Russo          | 4 086                | 45,64             | 3 565   | 35,43   | 664                      | 6,94  | –     |       |
| Rinascita Gioiese             | Mariarosaria Russo          | 4 086                | 45,64             | 3 565   | 35,43   | 315                      | 3,29  | –     |       |
| Progetto Gioiese              | Mariarosaria Russo          | 4 086                | 45,64             | 3 565   | 35,43   | 92                       | 0,96  | –     |       |
| Seggio di coalizione          | Seggio di coalizione        | Seggio di coalizione | 45,64             | 3 565   | 35,43   | 1                        |       |       |       |
|                               | Rosario Schiavone           | Rosario Schiavone    | Rosario Schiavone | 1 792   | 17,81   | Alleanza Gioiese         | 1 792 | 18,72 | 1     |
| Tradizione e Innovazione (A)  | Rosario Schiavone           | Rosario Schiavone    | Rosario Schiavone | 1 792   | 17,81   | 787                      | 8,22  | 1     |       |
|                               | Renato Bellofiore           | Renato Bellofiore    | Renato Bellofiore | 760     | 7,55    | Cittadinanza Democratica | 393   | 4,11  | –     |
| Lista Bellofiore              | Renato Bellofiore           | Renato Bellofiore    | Renato Bellofiore | 760     | 7,55    | 317                      | 3,31  | –     |       |
| Totale                        | Totale                      | 8 953                | 100               | 10 063  | 100     |                          | 9 572 | 100   | 16    |
|                               |                             |                      |                   |         |         |                          |       |       |       |
| Fonte: Ministero dell'interno |                             |                      |                   |         |         |                          |       |       |       |

## Provincia di Vibo Valentia

### Vibo Valentia
| Candidati                     | Candidati             | II turno             | II turno             | I turno | I turno | Liste                             | Voti   | %     | Seggi |
| Candidati                     | Candidati             | Voti                 | %                    | Voti    | %       | Liste                             | Voti   | %     | Seggi |
| ----------------------------- | --------------------- | -------------------- | -------------------- | ------- | ------- | --------------------------------- | ------ | ----- | ----- |
|                               | Enzo Romeo ✔️ Sindaco | 6 788                | 53,60                | 5 863   | 31,92   | Partito Democratico               | 1 798  | 9,91  | 8     |
| Centro Studi Progetto Vibo    | Enzo Romeo ✔️ Sindaco | 6 788                | 53,60                | 5 863   | 31,92   | 1 672                             | 9,22   | 7     |       |
| Movimento 5 Stelle            | Enzo Romeo ✔️ Sindaco | 6 788                | 53,60                | 5 863   | 31,92   | 871                               | 4,80   | 3     |       |
| Progressisti per Vibo         | Enzo Romeo ✔️ Sindaco | 6 788                | 53,60                | 5 863   | 31,92   | 626                               | 3,45   | 2     |       |
|                               | Roberto Cosentino     | 5 877                | 46,40                | 7 058   | 38,43   | Forza Italia                      | 1 739  | 9,59  | 2     |
| Forza Vibo                    | Roberto Cosentino     | 5 877                | 46,40                | 7 058   | 38,43   | 1 528                             | 8,43   | 1     |       |
| Fratelli d'Italia             | Roberto Cosentino     | 5 877                | 46,40                | 7 058   | 38,43   | 1 499                             | 8,27   | 1     |       |
| Oltre                         | Roberto Cosentino     | 5 877                | 46,40                | 7 058   | 38,43   | 1 344                             | 7,41   | 1     |       |
| Vibo Unica                    | Roberto Cosentino     | 5 877                | 46,40                | 7 058   | 38,43   | 981                               | 5,41   | 1     |       |
| Indipendenza!                 | Roberto Cosentino     | 5 877                | 46,40                | 7 058   | 38,43   | 506                               | 2,79   | –     |       |
| Seggio di coalizione          | Seggio di coalizione  | Seggio di coalizione | 46,40                | 7 058   | 38,43   | 1                                 |        |       |       |
|                               | Francesco Muzzopappa  | Francesco Muzzopappa | Francesco Muzzopappa | 5 299   | 28,85   | Cuore Vibonese - Una Città Libera | 1 943  | 10,71 | 2     |
| Insieme al Centro (NM - LSP)  | Francesco Muzzopappa  | Francesco Muzzopappa | Francesco Muzzopappa | 5 299   | 28,85   | 1 372                             | 7,57   | 1     |       |
| Identità territoriale         | Francesco Muzzopappa  | Francesco Muzzopappa | Francesco Muzzopappa | 5 299   | 28,85   | 1 120                             | 6,18   | 1     |       |
| Azione                        | Francesco Muzzopappa  | Francesco Muzzopappa | Francesco Muzzopappa | 5 299   | 28,85   | 561                               | 3,09   | –     |       |
| Vibo al Centro                | Francesco Muzzopappa  | Francesco Muzzopappa | Francesco Muzzopappa | 5 299   | 28,85   | 473                               | 2,61   | –     |       |
| Seggio di coalizione          | Seggio di coalizione  | Seggio di coalizione | Francesco Muzzopappa | 5 299   | 28,85   | 1                                 |        |       |       |
|                               | Marcella Murabito     | Marcella Murabito    | Marcella Murabito    | 148     | 0,81    | Rifondazione Comunista            | 102    | 0,56  | –     |
| Totale                        | Totale                | 12 665               | 100                  | 18 368  | 100     |                                   | 18 135 | 100   | 32    |
|                               |                       |                      |                      |         |         |                                   |        |       |       |
| Fonte: Ministero dell'interno |                       |                      |                      |         |         |                                   |        |       |       |